# 8Ball and MJG
8Ball and MJG est un groupe de hip-hop américain, originaire de Memphis, dans le Tennessee. Les deux rappeurs se rencontrent à la Ridgeway Middle School en 1984. En 1993, le duo publie son premier album Comin' Out Hard, bien accueilli par la presse spécialisée, qui aidera le groupe à se populariser significativement dans la scène Dirty South à l'époque émergente. Ils publient par la suite On the Outside Looking In (1994), On Top of the World (1995), In Our Lifetime, Vol. 1 (1999), Space Age 4 Eva (2000), Living Legends (2004), Ridin High (2007) et Ten Toes Down (2010).

## Biographie
Le groupe apparait pour la première fois dans la scène en 1991 avec l'album Listen to the Lyrics. En 1993, ils publient Comin' Out Hard, un album à succès dans le commerce et parmi la presse spécialisée qui aidera le groupe à se populariser significativement dans la scène Dirty South à l'époque encore émergente. Leurs albums suivants publiés dans les années 1990 incluant On the Outside Looking In (1994) et On Top of the World (1995), consolident leur statut de meilleurs rappeurs de South. On Top of the World est particulièrement acclamé, atteignant la 8e place du Billboard 200 et certifié disque d'or. Il contient également le titre Space Age Pimpin', le premier single de 8Ball and MJG à atteindre les classements, à la 58e place du Hot R&B/Hip-Hop Singles and Tracks et à la 22e place des Hot Rap Singles. Après la publication de ces albums, 8Ball et MJG publient des albums en solo ; d'abord MJG avec No More Glory en 1997, puis 8Ball avec Lost en 1998,. Ils se réunissent en 1999 pour publier leur quatrième album, intitulé In Our Lifetime, Vol. 1. Un an plus tard en 2000, ils publient leur cinquième album, Space Age 4 Eva.
En 1996, ils participent à la compilation de Red Hot Organization, America is Dying Slowly, avec Biz Markie, Wu-Tang Clan, et Fat Joe, pour ne citer que certains artistes imposants de la scène hip-hop. L'album, publié afin de récolter des fonds pour aider les afro-américains atteints du SIDA, est considéré comme « un chef-d'œuvre » par le magazine The Source. Au début des années 2000, ils signent avec Sean Combs à son label Bad Boy Records. Ils ont déjà travaillé avec le label, pour le titre The Player Way extrait de l'album Harlem World de Mase (1997). Leur premier album chez Bad Boy Records, Living Legends, est publié en 2004 puis certifié disque d'or par la RIAA. Leur deuxième album chez Bad Boy Records est intitulé Ridin High et est publié en mars 2007.
À son point culminant, la carrière de 8Ball et de MJG monte d'un cran avec leur participation à la chanson des Three 6 Mafia intitulée Stay Fly en 2005. La chanson atteint la 13e place du Billboard Hot 100, et devient le plus gros hit des Three 6 Mafia et de 8Ball et MJG. 8Ball et MJG dirigent désormais leurs propres labels. 8Ball dirige 8 Ways Entertainment (distribué par Koch Entertainment), et MJG dirige MJG Muzik. Leurs labels se composent notamment d'un nouveau duo originaire de Memphis, Da Volunteers, connu dans le sud des États-Unis pour son single What's Yo Favorite Color? publié en 2006.
En septembre 2007, 8Ball et MJG signent un contrat avec le label Real Talk Entertainment. 8Ball publie un album collaboratif avec E.D.I de Outlawz intitulé Doin' It Big le 1er avril 2008, et MJG publie un album solo, Pimp Tight, le 29 avril 2008,. En juin 2008, le groupe annonce sa signature officielle au label de T.I., Grand Hustle. Leur huitième album groupé, et leur premier album au label Grand Hustle, intitulé Ten Toes Down, est publié en mai 2010, et atteint la 36e place du Billboard 200 dès sa première semaine de publication.

## Discographie

### Albums studio
- 1992 : Listen to the Lyrics
- 1993 : Comin' Out Hard
- 1994 : On the Outside Looking
- 1995 : On Top of the World
- 1999 : In Our Lifetime, Vol. 1
- 2000 : Space Age 4 Eva
- 2004 : Living Legends
- 2007 : Ridin' High
- 2010 : Ten Toes Down
- 2010 : From the Bottom 2 the Top

### Compilations
- 1997 : Lyrics of a Pimp
- 2000 : Memphis Under World
- 2008 : We Are The South: Greatest Hits

### Singles
- 1993 : Mr. Big
- 1994 : Shonuff (Tela Feat. Jazze Pha, 8Ball and MJG)
- 1995 : Space Age Pimpin 8Ball and MJG
- 1997 : That Girl (MJG only)
- 1998 : Who in the Hell (MC Ren Feat. 8Ball and MJG)
- 2000 : Cragey Sauce
- 2002 : Rep Yo City (E-40 Feat. Lil Jon, Petey Pablo, 8Ball, & Bun B)
- 2004 : You Don't Want Drama
- 2004 : Straight Cadillac Pimpin'
- 2004 : Dont Make
- 2004 : Forever (Feat. Lloyd)
- 2005 : Stop Playin' Games (8Ball only)
- 2005 : Stay Fly (Three 6 Mafia Feat. Young Buck, 8Ball and MJG)
- 2005 : Gangsta Party (Yo Gotti Feat. Eightball & Bun B)
- 2006 : I'm N Luv Wit a Stripper [Remix] (T-Pain Feat. Twista, Pimp C, Paul Wall, R. Kelly, MJG, & Too Short)
- 2006 : Spit Yo Game [Remix] (The Notorious B.I.G. Feat. Twista, Krayzie Bone, 8Ball and MJG)
- 2006 : Ridin' High
- 2006 : Stand Up
- 2007 : Relax And Take Notes (Feat. Project Pat & The Notorious B.I.G.)
- 2007 : I Need (Kandi Girl Feat. 8Ball and MJG)
- 2010 : Ten Toes Down (Produit par Drumma Boy)
- 2010 : Bring It Back (Feat.Young Dro & Nitti) (Produit par Nitti)
- 2010 : Grinding (Feat. Ricco Barrino)

### Featurings
- Young Buck - Dope Deals (Robbery)
- Three 6 Mafia - Stay Fly
- Lil Jon - White Meat
- Lil Jon - Diamonds
- Lil Jon - Rep Yo City
- 112 - Watcha Gonna Do
- Ma$e - The Player Way
- T.I. - Bezzle
- Ludacris - Hard Times
- Too Short - Don't Stop Rappin
- Foxy Brown - Ride (Down South)
- Tela - Sho Nuff
- Jayo Felony - How Angry
- Luniz - In My Nature
- Spice 1 - Chocolate Philly
- 5th Ward Boyz - FUCK Strugglin
- MC Ren - Who In The Fuck
- Mr. 3-2 - Hit The Highway
- Devin the Dude - Tha Funk
- Young Buck - Say It To My Face
- David Banner - Air Force Ones (Remix)
- Big Gipp - All Over Your Body
- UGK - Gold Grill
- Jadakiss - What You Ride For?
- Mr. Mike - Stop Lying
- Mobb Deep - Where Ya From
- Kingpin Skinny Pimp - TV's (24's & Wang)
- Jermaine Dupri - Jazzy Hoes
- Heavy D - On Point
- Project Playaz - Dirty Down South
- Rappin' 4-Tay - 360 Degrees
- Lil' Keke - Southside, Pt. 2
- Lil' Keke - Bottom 2 Da Top
- Lloyd Banks - Iceman (*8 Ball Only)
- Krayzie Bone - Pimpz, Thugz, Hustlaz & Gangstaz
- Yo Gotti - Gangsta Party
- The Notorious B.I.G. - Spit your Game (Remix)
- Killer Mike - Gorilla Pimpin'
- Lil' Flip - Cant U Tell Feat. Sqad Up & MJG
- Limp Bizkit - Take A Look Around (Remix)
- Rich Boy - D-Dude
- Diddy - Roll With Me
- Master P - Meal Ticket
- Lil' Keke - Southside (Remix)
- Too $hort - Don't Stop Rappin
- E-40 - Ya Blind
- Haystak - Can't Tell Me Nothin
- Heavy D - On Point
- Spice 1 - Chocolate Philly
- A+ - Whatcha Weigh Me
- T-Pain - Im In Love Wit A Stripper (Remix)
- Bun B - You're Everyting (Ft. Rick Ross & David Banner & 8ball and MJG)